# 陽甲
陽甲（ようこう）は殷朝の第18代王。名は子和。祖丁の子で南庚の従兄弟。次代盤庚の兄。
奄に都した。陽甲の在世中、殷は再び衰退し、諸侯は来朝しなくなった。